# Grande Prêmio da Bélgica de 2021
O Grande Prêmio da Bélgica de 2021 (formalmente denominado Formula 1 Rolex Belgian Grand Prix 2021) foi a décima segunda etapa da temporada de 2021 da Fórmula 1. Foi disputado em 29 de agosto de 2021 no Circuito de Spa-Francorchamps, em Spa, Bélgica.
A chuva atrasou a corrida e, depois de completadas apenas 3 das 44 voltas programadas atrás do safety car, uma bandeira vermelha pôs fim à corrida. De acordo com os regulamentos da Fórmula 1, o resultado foi obtido após apenas uma volta. É considerada a corrida mais curta da história da Fórmula 1 que já foi realizada, com 1 volta oficial, superando o Grande Prêmio da Austrália de 1991, que teve 14 voltas. Se tornou a sexta corrida de Fórmula 1 que foi atribuída a pontuação pela metade, se juntando as corridas da Espanha 1975, Áustria 1975,  Mônaco 1984, Austrália 1991 e Malásia 2009.

## Relatório

### Limites da Pista
Os limites serão monitorados nas curvas 4 (Eau Rouge), 9 e 19 (Nova Bus Stop):
Curva 4 (Eau Rouge)
A curva mais desafiadora de Spa-Francorchamps, logo depois da reta oposta e antes da reta Kemmel. É um trecho muito importante para os pilotos conseguirem uma volta rápida, pois fica no meio de um trecho de aceleração de mais de 1,8 km.
Curva 9
Localizada no meio do segundo setor, é um trecho importante em descida para que os pilotos tenham boa tração para contornar a Pouhon (10 e 11).
Curva 19 (Nova Bus Stop)
A curva mais lenta de Spa-Francorchamps e que antecede a reta dos boxes. Momento importante para a tração.

### Treino classificatório
Q1
A primeira classificação foi embaixo de uma pequena chuva no circuito, mas tudo absolutamente comum levando os padrões da fórmula 1. Os eliminados da primeira seção foram: Nikita Mazepin, da Haas, Kimi Raikonnen, da Alfa Romeo, Mick Schumacher, também da Haas, Yuki Tsunoda, da Alphatauri e Antonio Giovinazzi, também da Alfa Romeo.
Q2
Na segunda seção de tomada de tempos, a chuva continuava igual, com pilotos tendo um pouco de dificuldade para controlar seus carros, ocorrendo algumas surpresas. Os eliminados da segunda seção foram: Lance Stroll, da Aston Martin, Fernando Alonso, da Alpine, Carlos Sainz Jr., da Ferrari, Nicholas Latifi, da Williams e Charles Leclerc, também da Ferrari.
Q3
No começo da terceira e última seção de classificação, a chuva que era bem moderada, agora caia com mais gravidade, porém a seção foi liberada para começar. O primeiro piloto a ir para a pista, foi o inglês Lando Norris, que em sua primeira tentativa de volta rápida, perdeu o controle na Radillon (curva 3) e bateu forte na proteção interna da curva, sendo rebatido novamente para o meio da pista, rodopiando, até parar na área de escape do outro lado. Sebastian Vettel, da Aston Martin, que vinha logo atrás, reclamou em um rádio com equipe se referindo a direção da prova, de como era perigosa as condições da pista por conta da chuva torrencial. Em marcha lenta, ele checou como estava o inglês da Mclaren, que retribuiu com um sinal positivo para o piloto alemão. Após o grande susto, a direção de prova decidiu interromper a seção e esperar a chuva diminuir.
Após meia hora de paralisação, a seção continuou. Poucos minutos para o fim do Q3, os pilotos vinham fazendo suas últimas tentativas. O piloto da Williams, George Russell, vinha fazendo uma ótima volta com todos os setores mais rápidos, ficando por um breve período assegurando a primeira posição, porém, Max Verstappen, da Red Bull, conseguiu superar o inglês por 321 centésimos. Os três primeiros foram: Max Verstappen, George Russell e Lewis Hamilton.

### Corrida
No dia da corrida, em 29 de Agosto de 2021, ás 15h00 no horário local, a chuva continuava caindo de forma extraordinária. Muita água no circuito atrapalhava a visão dos pilotos, que chegaram a dar 4 voltas atrás do Safety Car, porém, a chuva não diminuía. Depois de mais de três horas de espera, a direção de prova confirmou o fim do Grande Prêmio, que como não chegou a 75% da distância original, a corrida teve apenas metade dos pontos recebidos. Destaque para George Russell, que conseguiu o primeiro pódio com a Williams.

## Pneus Usados e Resultados do Evento
| Nome do composto | Cor | Banda de rolamento | Condições de Tempo | Dry Type                           | Aderência       | Longevidade   |
| ---------------- | --- | ------------------ | ------------------ | ---------------------------------- | --------------- | ------------- |
| Macio (C4)       |     | Slick (P Zero)     | Seco               | Soft                               | Mais aderência  | Menos durável |
| Médio (C3)       |     | Slick (P Zero)     | Seco               | Medium                             | Médio           | Médio         |
| Duro (C2)        |     | Slick (P Zero)     | Seco               | Hard                               | Menos aderência | Mais durável  |
| Intermediário    |     | Sulcos (Cinturato) | Molhado            | Intermediate (água não estagnante) | —               | —             |
| Chuva            |     | Sulcos (Cinturato) | Molhado            | Wet (água estagnante)              | —               | —             |

| Escolhas de Pneus de cada piloto para o GP da Bélgica: | Escolhas de Pneus de cada piloto para o GP da Bélgica: | Escolhas de Pneus de cada piloto para o GP da Bélgica: | Escolhas de Pneus de cada piloto para o GP da Bélgica: | Escolhas de Pneus de cada piloto para o GP da Bélgica: | Escolhas de Pneus de cada piloto para o GP da Bélgica: |
| ------------------------------------------------------ | ------------------------------------------------------ | ------------------------------------------------------ | ------------------------------------------------------ | ------------------------------------------------------ | ------------------------------------------------------ |
| Nº                                                     | Pilotos                                                | Equipe(s)                                              | Duro                                                   | Médio                                                  | Macio                                                  |
| 44                                                     | Lewis Hamilton                                         | Mercedes                                               |                                                        |                                                        |                                                        |
| 77                                                     | Valtteri Bottas                                        | Mercedes                                               |                                                        |                                                        |                                                        |
| 11                                                     | Sergio Pérez                                           | Red Bull Racing-Honda                                  |                                                        |                                                        |                                                        |
| 33                                                     | Max Verstappen                                         | Red Bull Racing-Honda                                  |                                                        |                                                        |                                                        |
| 3                                                      | Daniel Ricciardo                                       | McLaren-Mercedes                                       |                                                        |                                                        |                                                        |
| 4                                                      | Lando Norris                                           | McLaren-Mercedes                                       |                                                        |                                                        |                                                        |
| 5                                                      | Sebastian Vettel                                       | Aston Martin-Mercedes                                  |                                                        |                                                        |                                                        |
| 18                                                     | Lance Stroll                                           | Aston Martin-Mercedes                                  |                                                        |                                                        |                                                        |
| 14                                                     | Fernando Alonso                                        | Alpine-Renault                                         |                                                        |                                                        |                                                        |
| 31                                                     | Esteban Ocon                                           | Alpine-Renault                                         |                                                        |                                                        |                                                        |
| 16                                                     | Charles Leclerc                                        | Ferrari                                                |                                                        |                                                        |                                                        |
| 55                                                     | Carlos Sainz Jr.                                       | Ferrari                                                |                                                        |                                                        |                                                        |
| 10                                                     | Pierre Gasly                                           | AlphaTauri-Honda                                       |                                                        |                                                        |                                                        |
| 22                                                     | Yuki Tsunoda                                           | AlphaTauri-Honda                                       |                                                        |                                                        |                                                        |
| 7                                                      | Kimi Raikkonen                                         | Alfa Romeo-Ferrari                                     |                                                        |                                                        |                                                        |
| 99                                                     | Antonio Giovinazzi                                     | Alfa Romeo-Ferrari                                     |                                                        |                                                        |                                                        |
| 9                                                      | Nikita Mazepin                                         | Haas-Ferrari                                           |                                                        |                                                        |                                                        |
| 47                                                     | Mick Schumacher                                        | Haas-Ferrari                                           |                                                        |                                                        |                                                        |
| 6                                                      | Nicholas Latifi                                        | Williams-Mercedes                                      |                                                        |                                                        |                                                        |
| 63                                                     | George Russell                                         | Williams-Mercedes                                      |                                                        |                                                        |                                                        |

## Resultados

### Treino classificatório
| 1                        | 33 | Max Verstappen     | Red Bull Racing-Honda | 1:58.717 | 1:56.559 | 1:59.765 | 1  |
| 2                        | 63 | George Russell     | Williams-Mercedes     | 1:59.864 | 1:56.950 | 2:00.086 | 2  |
| 3                        | 44 | Lewis Hamilton     | Mercedes              | 1:59.218 | 1:56.229 | 2:00.099 | 3  |
| 4                        | 3  | Daniel Ricciardo   | McLaren-Mercedes      | 2:01.583 | 1:57.127 | 2:00.864 | 4  |
| 5                        | 5  | Sebastian Vettel   | Aston Martin-Mercedes | 2:00.175 | 1:56.814 | 2:00.935 | 5  |
| 6                        | 10 | Pierre Gasly       | AlphaTauri-Honda      | 2:00.387 | 1:56.440 | 2:01.164 | 6  |
| 7                        | 11 | Sergio Pérez       | Red Bull Racing-Honda | 1:59.334 | 1:56.886 | 2:02.112 | 7  |
| 8                        | 77 | Valtteri Bottas    | Mercedes              | 1:59.870 | 1:56.295 | 2:02.502 | 13 |
| 9                        | 31 | Esteban Ocon       | Alpine-Renault        | 2:01.824 | 1:57.354 | 2:03.513 | 8  |
| 10                       | 4  | Lando Norris       | McLaren-Mercedes      | 1:58.301 | 1:56.025 | S/Tempo  | 15 |
| 11                       | 16 | Charles Leclerc    | Ferrari               | 2:00.728 | 1:57.721 | —        | 9  |
| 12                       | 6  | Nicholas Latifi    | Williams-Mercedes     | 2:00.966 | 1:58.056 | —        | 10 |
| 13                       | 55 | Carlos Sainz Jr.   | Ferrari               | 2:01.184 | 1:58.137 | —        | 11 |
| 14                       | 14 | Fernando Alonso    | Alpine-Renault        | 2:01.653 | 1:58.205 | —        | 12 |
| 15                       | 18 | Lance Stroll       | Aston Martin-Mercedes | 2:01.597 | 1:58.231 | —        | 19 |
| 16                       | 99 | Antonio Giovinazzi | Alfa Romeo-Ferrari    | 2:02.306 | —        | —        | 14 |
| 17                       | 22 | Yuki Tsunoda       | AlphaTauri-Honda      | 2:02.413 | —        | —        | 16 |
| 18                       | 47 | Mick Schumacher    | Haas-Ferrari          | 2:03.973 | —        | —        | 17 |
| 19                       | 7  | Kimi Räikkönen     | Alfa Romeo-Ferrari    | 2:04.452 | —        | —        | PL |
| 20                       | 9  | Nikita Mazepin     | Haas-Ferrari          | 2:04.939 | —        | —        | 18 |
| Tempo dos 107%: 2:06.582 |    |                    |                       |          |          |          |    |
| Fonte:                   |    |                    |                       |          |          |          |    |

### Corrida
| Pos.   | Nu. | Piloto             | Construtor            | Voltas | Tempo/Diferença | Pit Stop | Pneus       | Grid | Pontos     |
| ------ | --- | ------------------ | --------------------- | ------ | --------------- | -------- | ----------- | ---- | ---------- |
| 1      | 33  | Max Verstappen     | Red Bull-Honda        | 1      | 3:27.071        |          | Chuva usado | 1    | 12.5       |
| 2      | 63  | George Russell     | Williams-Mercedes     | 1      | + 1.995         |          | Chuva novo  | 2    | 9          |
| 3      | 44  | Lewis Hamilton     | Mercedes              | 1      | + 2.601         |          | Chuva usado | 3    | 7.5        |
| 4      | 3   | Daniel Ricciardo   | McLaren-Mercedes      | 1      | + 4.496         |          | Chuva usado | 4    | 6          |
| 5      | 5   | Sebastian Vettel   | Aston Martin-Mercedes | 1      | + 7.479         |          | Chuva novo  | 5    | 5          |
| 6      | 10  | Pierre Gasly       | AlphaTauri-Honda      | 1      | + 10.177        |          | Chuva novo  | 6    | 4          |
| 7      | 31  | Esteban Ocon       | Alpine-Renault        | 1      | + 11.579        |          | Chuva usado | 8    | 3          |
| 8      | 16  | Charles Leclerc    | Ferrari               | 1      | + 12.608        |          | Chuva novo  | 9    | 2          |
| 9      | 6   | Nicholas Latifi    | Williams-Mercedes     | 1      | + 15.485        |          | Chuva novo  | 10   | 1          |
| 10     | 55  | Carlos Sainz Jr.   | Ferrari               | 1      | + 16.166        |          | Chuva novo  | 11   | 0.5        |
| 11     | 14  | Fernando Alonso    | Alpine-Renault        | 1      | + 20.590        |          | Chuva novo  | 12   |            |
| 12     | 77  | Valtteri Bottas    | Mercedes              | 1      | + 22.414        |          | Chuva usado | 13   |            |
| 13     | 99  | Antonio Giovinazzi | Alfa Romeo-Ferrari    | 1      | + 24.163        |          | Chuva usado | 14   |            |
| 14     | 4   | Lando Norris       | McLaren-Mercedes      | 1      | + 27.110        |          | Chuva novo  | 15   |            |
| 15     | 22  | Yuki Tsunoda       | AlphaTauri-Honda      | 1      | + 28.329        |          | Chuva novo  | 16   |            |
| 16     | 47  | Mick Schumacher    | Haas-Ferrari          | 1      | + 29.507        |          | Chuva usado | 17   |            |
| 17     | 9   | Nikita Mazepin     | Haas-Ferrari          | 1      | + 31.993        |          | Chuva usado | 18   | [ nota 5 ] |
| 18     | 7   | Kimi Räikkönen     | Alfa Romeo-Ferrari    | 1      | + 36.054        |          | Chuva usado | PL   |            |
| 19     | 11  | Sergio Pérez       | Red Bull-Honda        | 1      | + 38.205        |          | Chuva novo  | PL   |            |
| 20     | 18  | Lance Stroll       | Aston Martin-Mercedes | 1      | + 44.108        |          | Chuva novo  | 19   | [ nota 6 ] |
| Fonte: |     |                    |                       |        |                 |          |             |      |            |

## Curiosidades
- Sexta corrida na história da Fórmula 1 que atribuiu a pontuação pela metade.
- Primeiro pódio de George Russell além de ser o único dele na Williams.
- Primeiro pódio da Williams desde o Grande Prêmio do Azerbaijão de 2017.
- Último ponto de Nicholas Latifi na temporada.

## Voltas na liderança
| Nº de Voltas | Piloto         | Voltas |
| ------------ | -------------- | ------ |
| 1            | Max Verstappen | 1      |

## Tabela do campeonato após a corrida
| Pos.   | Piloto          | Pontos |
| ------ | --------------- | ------ |
| 1      | Lewis Hamilton  | 202,5  |
| 2      | Max Verstappen  | 199,5  |
| 3      | Lando Norris    | 113    |
| 4      | Valtteri Bottas | 108    |
| 5      | Sergio Pérez    | 104    |
| Fonte: |                 |        |

| Pos.   | Construtor       | Pontos |
| ------ | ---------------- | ------ |
| 1      | Mercedes         | 310,5  |
| 2      | Red Bull-Honda   | 303,5  |
| 3      | McLaren-Mercedes | 169    |
| 4      | Ferrari          | 165,5  |
| 5      | Alpine-Renault   | 80     |
| Fonte: |                  |        |

- Nota: Somente as primeiras cinco posições estão listadas.